# 열정호구
《열정호구》는 솔뱅이 작가가 네이버 만화에서 매주 화요일에 연재한 대한민국의 웹툰이다.

## 줄거리
멀고도 험한 취업 관문을 뚫고 드디어 취업에 성공!?
꽃길만 펼쳐질 줄 알았는데...
어쩐지 열정페이의 함정에 빠진 것만 같다.

## 등장인물
- 박소연
- 조옵쌀
- 차장희
- 최동운
- 유은지
- 손미정
- 김초롱
- 이생망